# عالم الجليد والنار
عالم الجليد والنار (بالإنجليزية:The World of Ice & Fire) هو كتاب مصاحب لسلسلة الكاتب الأمريكي جورج ر. ر. مارتن الخيالية أغنية الجليد والنار. كتبه جورج ر. ر. مارتن وإيليو إم جارسيا جونيور وليندا أنطونسون، ونشر في 28 أكتوبر 2014. المجلد المكون من 326 صفحة عبارة عن «خلاصة تاريخية» مصورة بالكامل لعالم جورج ر. ر. مارتن الخيالي، تمت كتابتها من منظور «مايستر» في العالم وتضم مواد مكتوبة حديثًا وأشجار عائلية وخرائط واسعة وأعمال فنية.

## محتويات
علق جورج ر. ر. مارتن على أن تنسيق عالم الجليد والنار هو تكرار مقصود لـ «كتاب تاريخ حقيقي» حيث يمكن أن تناقض المصادر بعضها البعض. وأشار أيضًا إلى أنه عمل عن كثب مع الفنانين لتقديم الشخصيات واللغات كما تخيلها هو نفسه، بدلاً من كيفية تصويرها في سلسلة صراع العروش التابعة قناه اتش بي او ووسائل الإعلام الأخرى، مثل الكتب المصورة والألعاب.
أثار جورج ر. ر. مارتن يوليو 2013 من خلال منشور على مدونة يمتدح رسم مارك سيمونيتي للعرش الحديدي، والذي كان سيظهر في الكتاب، على أنه قريب جدًا من فكرته الخاصة عن العرش، مقارنة بنسخة المسلسل التلفزيوني. عند إصدار عالم الجليد والنار عام 2014 ، وصف تمثيله للعرش بواسطة سيمونيتي بأنه «صحيح تمامًا». قال مارتن إنه أراد أن يكون الكتاب عبارة عن مجلد مصور بالكامل مع فن من «أفضل الرسامين الخياليين في العالم.»  يعرض عالم الجليد والنار أعمال 27 رسامًا: رينيه إيغنر، ريان بارغر، آرثر بوزونيت، خوسيه دانيال كابريرا بينيا، جينيفر سول كاي، توماس الدنمارك، جينيفر دروموند، جوردي غونزاليس إسكاميلا، مايكل جيلاتلي، توماسز جيدروشيك، مايكل كومارك، جون ماكامبريدج، موغري، تيد ناسميث، كارلا أورتيز، رحيدي يودها براديتو، باديان جوناثان روبرتس، توماس سياجيان، مارك سيمونيتي، تشيس ستون، فيليب ستروب، جاستن سويت، نوتشابول ثيتينونثاكورن، ماجالي فيلينوف ودوغلاس ويتلي.